# Taira no Masakado
Taira no Masakado (平将門, 903 ?-940) est un membre du clan Taira au Japon. Il est le fils de Taira no Yoshimasa. Taira no Masakado possédait de nombreuses terres dans la région du Kanto.
En 939, Taira no Masakado organise une rébellion contre l'empereur Suzaku, attaque le poste de gouvernement de la province d'Hitachi, et capture le gouverneur de la province. En décembre de la même année, son armée de rebelles conquiert la province de Shimotsuke ainsi que la province de Kozuke et réclame le titre de shinnō (親王) (nouvel empereur). Taira no Masakado tue ensuite son oncle Taira no Kunika. Le 25 mars 940, il est tué par les forces de Fujiwara no Hidesato à la Bataille de Kojima.

## Biographie
Masakado naît dans une lignée noble de premier plan, le Kanmu Heishi (ou clan Taira descendant de l'empereur Kanmu). Jeune, il sert à la cour impériale dans la capitale puis s'installe dans une vie de gentilhomme campagnard dans les provinces de l'est du Japon, au nord-est du Tokyo moderne.
Sa carrière est détaillée dans le Shōmonki (Chronique de Masakado), compte rendu littéraire de sa vie supposé avoir été complété dès les années 940 (bien que la plus ancienne copie survivante date de 1099) par un auteur anonyme.
L'insurrection menée par Taira no Masakado de 939-940 (connue au Japon sous le nom Jōhei - Tengyo no ran, d'après les époques du calendrier au cours desquelles elle se produit) se classe parmi les épisodes les plus dramatiques de l'histoire des débuts du samouraï. Coïncidant avec les tremblements de terre, des arcs-en-ciel et des éclipses lunaires dans la capitale et des soulèvements dans le nord et des troubles de pirates à l'ouest, elle jette la cour et la capitale dans la panique et atteint son apogée, selon la plupart des versions de l'histoire, lorsque le meneur revendique pour lui-même le titre de « nouvel empereur ». Beaucoup d'historiens perçoivent l'incident comme un signe avant-coureur du début des événements de la fin du XIIe, des XIIIe et XIVe siècles qui, étape par étape, inaugurent l'ère médiévale de la domination des guerriers.
Le drame commence au cours du deuxième mois de 935, lorsque Masakado est soudainement attaqué — pris en embuscade — par un autre guerrier de premier plan local, Minamoto Tasuku (dates inconnues), à un endroit appelé Nomoto, près de la convergence des provinces de Hitachi, Shimotsuke, Musashi et Shimōsa. Tasuku est le fils aîné de Minamoto Mamoru, un puissant guerrier et parfois fonctionnaire du gouvernement de Hitachi. La raison de sa rancune contre Masakado n'est pas claire mais sa décision de la perpétuer sur le terrain met en mouvement une chaîne complexe et mémorable d'événements. En quelques mois Masakado se trouve en guerre avec plusieurs de ses proches. Bien que pris par surprise, Masakado vainc Tasuku puis riposte en arrière, brûlant et pillant les maisons et les biens des partisans de Tasuku dans le sud-est de la province de Hitachi, et assassinant des milliers de résidents de ces ensembles. Parmi les plus importantes victimes de la bataille de Nomoto et de ses brutales conséquences figurent Tasuku, ses frères, et son beau-frère, Taira Kunika (?-935), qui est aussi l'oncle de Masakado. Leur mort amène Masakado à entrer en conflit avec deux autres gendres de Mamoru, le fils de Kunika Sadamori (dates inconnues) et l'oncle paternel de Masakado et beau-père de Taira Yoshikane (décédé en 937-938 ?).
Au cours des quatre années qui suivent, Masakado prend grand soin de rester dans les limites de la loi impériale. Au cours du neuvième mois de 936, il reçoit une citation à comparaître à la cour pour répondre d'accusations déposées par Minamoto Mamoru mais réussit à convaincre le Bureau de la police impériale et le conseil d'État qu'il existe des circonstances atténuantes pour ses actions et échappe ainsi à une condamnation. Deux mois plus tard, il est entièrement gracié lorsque la cour déclare une amnistie générale pour célébrer la cérémonie de la majorité de l'empereur. Masakado retourne à Shimōsa mais est bientôt de nouveau en guerre, cette fois avec son père-frère, Yoshikane. Une série de raids et de contre-attaques culminent dans une attaque contre la maison de Masakado située à Iwai dans la province de Shimōsa. Les troupes de Yoshikane entourent la résidence juste avant l'aube, piégeant Masakado à l'intérieur. De façon étonnante, Masakado repousse Yoshikane et tue plus de la moitié de ses troupes. Yoshikane lui-même parvient à s'échapper mais il décède un an et demi plus tard d'une maladie non identifiée. Dans l'intervalle, Masakado réussit à obtenir la sanction légale pour son rôle dans cette querelle sous la forme d'un mandat délivré par le conseil d'État lui enjoignant d'arrêter Yoshikane, Mamoru, Sadamori et d'autres. Au début de 938 cependant, Masakado reçoit une deuxième assignation du Conseil d'État pour l'interroger sur une autre querelle avec son cousin Sadamori. Mais cette fois il ignore complètement cet ordre. Agissant sur la prémisse que le mandat de 937 contre Sadamori est toujours en vigueur, Masakado conduit les troupes à l'ensemble du gouvernement provincial de la province de Hitachi pour arrêter son cousin mais Sadamori s'échappe avant son arrivée et se cache dans les montagnes pendant plusieurs mois.
Au cours du onzième mois de 939, Masakado entre de nouveau dans la province de Hitachi à la tête d'une grande force, prétendument pour plaider auprès du gouvernement provincial pour le compte d'un de ses partisans. Quelles que soient ses intentions, il finit par attaquer et occuper le siège du gouvernement provincial et, par cette action, franchit la ligne proverbiale. Il n'est plus seulement un guerrier provincial en rivalité avec les rivaux locaux, il est maintenant un criminel, en rébellion contre l'État. Ne voyant aucun moyen de retraite, Masakado choisit plutôt la fuite en avant et s'empare, en une succession rapide de raids, du siège du gouvernement des provinces de Shimotsuke, Kozuke, Musashi, Kazusa, Awa, Sagami, Izu et Shimōsa. Curieusement, son initiative suivante consiste à envoyer une lettre à son protecteur, le premier ministre Fujiwara Tadahira (880-949), insistant sur le fait qu'il a été injustement calomnié et diffamé par ses ennemis, et qu'il est resté dans l'âme fidèle à la loi.
Le point de vue traditionnel, tel que rapporté dans le Shōmonki, décrit sa prise de contrôle de l'est comme la première étape d'une campagne pour faire de lui le maître de l'ensemble du pays. Le Shōmonki représente l'un des partisans de Masakado qui vient à lui avec une proposition selon laquelle, s'étant déjà lui-même mis hors-la-loi par la prise de possession d'une province, il peut aussi bien annexer le reste de l'est. Il décrit en outre Masakado recevant un oracle qui lui confère le statut d'empereur, après quoi ses alliés le considèrent comme le « nouvel empereur » et Masakado continue en instituant une nouvelle cour et une bureaucratie et dresse des plans pour la construction d'un nouveau palais impérial dans Shimōsa.
Il est peu probable, cependant, qu'aucun de ces événements se soit jamais produit en dehors de l'imagination des auteurs du Shōmonki. Non seulement ils impliquent l'apparition soudaine d'un niveau d'arrogance de façon spectaculairement en contradiction avec le comportement de Masakado avant et après ces incidents, mais le titre de « nouvel empereur », l'oracle proclamant l'ascension de Masakado, la construction d'un nouveau palais impérial et la désignation de nouveaux fonctionnaires du gouvernement central n'apparaissent que dans le Shōmonki et les textes qui en dérivent ; ils ne sont mentionnés dans aucune des proclamations de la cour ou autres documents relatifs à l'affaire Masakado, ce qui est extrêmement étrange à la lumière de la frénésie et de la paranoïa qui se sont emparées de la cour en 940, si Masakado a vraiment fait quoi que ce soit. Plus probablement, l'intention de Masakado, à la suite de la débâcle dans la province de Hitachi, est d'établir une position de force pour tirer profit de la préoccupation de la cour avec les catastrophes naturelles, les activités de bandits dans le nord-est et la région de la capitale ainsi que des problèmes de piraterie dans l'ouest afin de négocier une forme de pardon. 
Néanmoins, en un mois, la cour émet des édits appelant à la destruction de Masakado et commande plusieurs guerriers notables pour cette tâche, dont Sadamori et Fujiwara Hidesato (dates inconnues), allié occasionnel de Masakado. Le quatorzième jour du second mois de 940, l'armée gouvernementale rattrape Masakado dans le nord-ouest de la province de Shimōsa. En infériorité numérique de plus de dix contre un, les troupes de Masakado sont mises en déroute et il est tué. Le dixième jour du cinquième mois, Hidesato et Sadamori livrent la tête de Masakado à la capitale où elle est suspendue pour être exposée à l'extérieur du marché de l'est.
Selon la légende, la tête s'envole plus tard d'elle-même, atterrit à Shibasaki, petit village de pêcheurs au bord de l'océan et futur site d'Edo qui devient plus tard Tokyo. Elle y est enterrée. Le kubizuka, littéralement « tombe de la tête », situé à l'époque dans l'actuelle district d'Ōtemachi à Tokyo, se trouve sur une colline alors existante dans la baie de Tokyo. Grâce à la bonification des terres au cours des siècles, la baie a reculé à environ trois kilomètres au sud.

## Déification

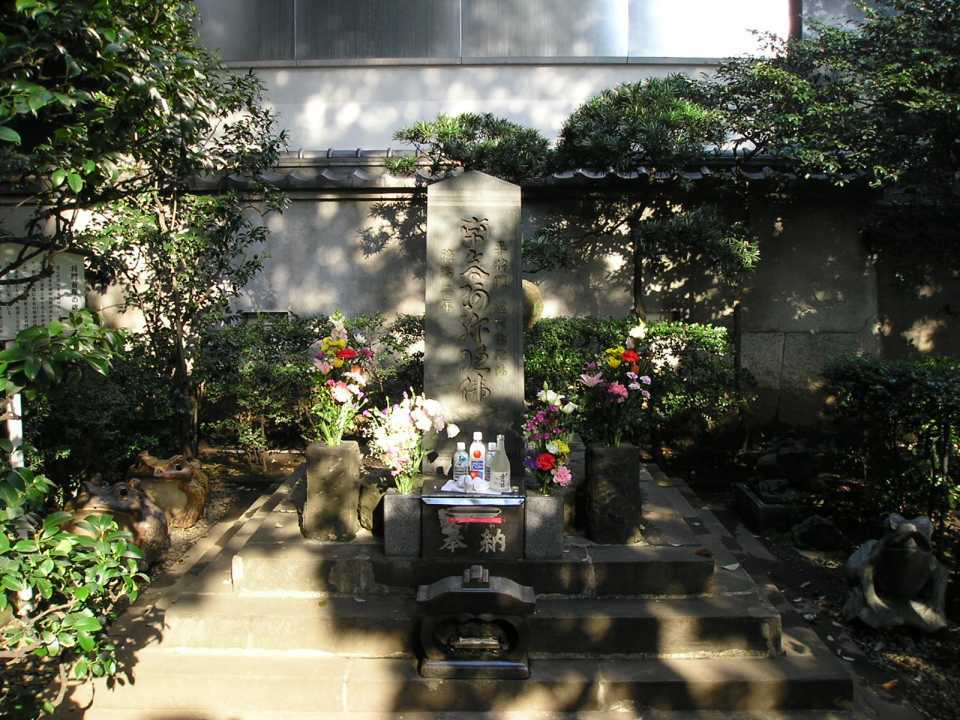
Le légendaire lieu de dernier repos de la tête de Taira no Masakado près du palais impérial de Tokyo.

Lorsque Masakado se prépare pour sa révolte, un vaste essaim de papillons apparaît à Kyoto, phénomène considéré comme un présage de la bataille à venir.
Au cours des siècles, Masakado devient un héros et même un demi-dieu pour les habitants qui sont impressionnés par sa position contre le gouvernement central, tandis que dans le même temps ils éprouvent le besoin d'apaiser son esprit malveillant. Les fortunes d'Edo et Tokyo semblent fluctuer en conséquence avec le respect montré au sanctuaire construit pour lui au kubizuka — toute négligence serait suivie par des catastrophes naturelles et autres malheurs. Ainsi, à ce jour, le sanctuaire est-il bien entretenu, occupant une partie du terrain le plus cher dans le monde dans le quartier financier de Tokyo près du palais impérial. Sa tombe (qui ne contient qu'un monument à l'effigie de sa tête) est située près de la sortie C5 de la station de métro d'Ōtemachi à Tokyo.
Parmi les autres sanctuaires dont il est la divinité figurent le Kanda-myōjin (神田明神, Kanda-myōjin) (situé dans le quartier Kanda de Tokyo) et les Tsukudo-jinja (qui ont de nombreux emplacements).

## Takiyasha-hime dans l'art et le folklore

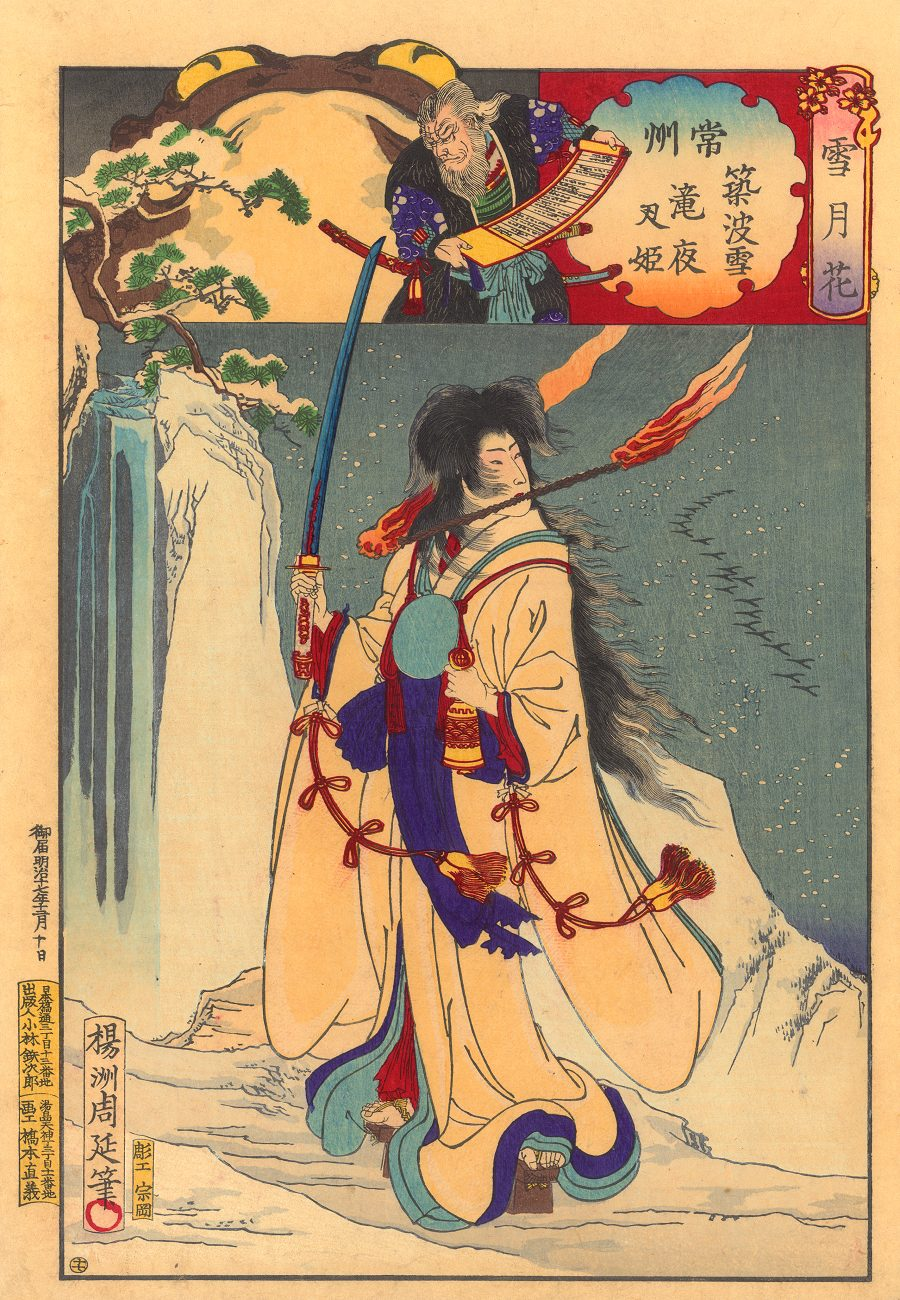
Takiyasha-hime, représentée en sorcière par Yōshū Chikanobu (1884).

La postérité de Taira no Masakado dans le folklore ne s'arrête pas à Masakado lui-même ; sa fille, Takiyasha-hime (princesse Takiyasha), apparaît également dans les mythes japonais.
Après la mort de son père, la Takiyasha-hime historique continue à habiter dans le palais en ruine de Sōma, détail retenu dans au moins certaines représentations artistiques de la version folklorique de la princesse.
Dans le folklore et l'art, Takiyasha-hime est parfois dépeinte comme un personnage surnaturel, capable de sorcellerie de qualité.
L'illustration ci-contre est un exemple d'une telle représentation : il s'agit d'une estampe ukiyo-e de l'ère Meiji de Toyohara Chikanobu sur laquelle Takiyasha-hime est représentée avec une épée dans une main, une cloche dans l'autre et une torche dans la bouche ; le crapaud, son familier, est représenté dans l'encart avec son père.
Un autre impression encore plus ancienne qui la dépeint de manière surnaturelle aussi spectaculaire est Takiyasha la sorcière et le fantôme du  squelette d'Utagawa Kuniyoshi. Sur cette estampe située dans le palais, elle écarte ses ennemis en convoquant un gigantesque esprit squelette pour les attaquer.

## Divers
- Fujiwara no Sumitomo, chef rebelle de la même époque.
- Shōmonki, chronique guerrière japonaise du Xe siècle qui rapporte les événements de la rébellion de Taira no Masakado.
- Teito monogatari, roman de fantasy historique de Hiroshi Aramata vendu à plus de 5 millions d'exemplaires au Japon. Récit de l'histoire de Tokyo au cours du XXe siècle au cours duquel l'esprit de Masakado influence fortement le développement de la ville.
- Takiyasha la sorcière et le fantôme du squelette.
- Yoshikawa Eiji, fiction historique.

## Source de la traduction
- (en) Cet article est partiellement ou en totalité issu de l’article de Wikipédia en anglais intitulé « Taira no Masakado » (voir la liste des auteurs).